# Kabinett Reibnitz I
Das Kabinett Reibnitz I bildete vom 13. Oktober 1919 bis zum 9. Juni 1920 die Landesregierung von Mecklenburg-Strelitz.
Kurt Freiherr von Reibnitz wurde am 13. Oktober 1919 zum Vorsitzenden des Staatsministeriums ernannt. Am 7. Juni 1920 erklärte Wilhelm Sauerwein seinen Rücktritt, am 9. Juni 1920 auch Reibnitz.
| Amt | Name                                        | Partei |
| --- | ------------------------------------------- | ------ |
| Vorsitzender des Staatsministeriums Abteilung I: Abteilung des Innern und Wirtschaftsamt                                                            | Kurt Freiherr von Reibnitz bis 9. Juni 1920 | SPD    |
| Abteilung II: Abteilung für Finanzen, Domänen, Forsten und Bauten, Justiz, Kultus, Unterrichts- und Medizinalangelegenheiten sowie das Siedlungsamt | Wilhelm Sauerwein bis 7. Juni 1920          | DDP    |